# Necropoli La Salata
La necropoli La Salata rappresenta il complesso cimiteriale di epoca paleocristiana col maggiore sviluppo del Gargano e consta di 300 sepolture risalenti al IV-VI secolo.

## Descrizione
Costruita su un costone di falesia di circa 30 metri, lungo la spiaggia nel comune di Vieste, è compresa nel Parco nazionale del Gargano. La necropoli è situata nel Parco archeologico Santa Maria di Merino a circa km 8 dal centro di Vieste in direzione di Peschici. Elemento riconoscibile è il dromos, che accompagnava l’ingresso di ciascuno dei sepolcri.